# Morpho polyxena
Morpho polyxena är en fjärilsart som beskrevs av Biedermann 1936. Morpho polyxena ingår i släktet Morpho och familjen praktfjärilar. Inga underarter finns listade i Catalogue of Life.